# Regione Meridionale (Malta)
La Regione Meridionale (in inglese: Southern Region, in maltese: Reġjun Nofsinhar) è una delle sei regioni di Malta. La regione comprende la parte sudorientale dell'isola principale di Malta. La regione confina con le regioni Settentrionale, Orientale, del Porto e Occidentale.
È stata creata con la legge n. XVI del 2009 da parti di Malta Maestrale e Malta Scirocco.. L'Act no.XIV del 2019, che ha portato ad una riforma delle suddivisioni nel 2021, ha modificato i confini della regione, riducendo il numero dei suoi consigli locali da 14 a 12

## Suddivisione

### Distretti
La regione meridionale comprende parti dei distretti del porto settentrionale, sudorientale e del porto meridionale.

### Consigli locali
La regione è formata da 12 consigli locali:
- Birzebbugia
- Għaxaq
- Gudja
- Ħamrun
- Luqa
- Marsa
- Marsascala
- Marsa Scirocco
- Qormi
- Santa Lucia
- Santa Venera
- Żejtun